# Brillante Mendoza

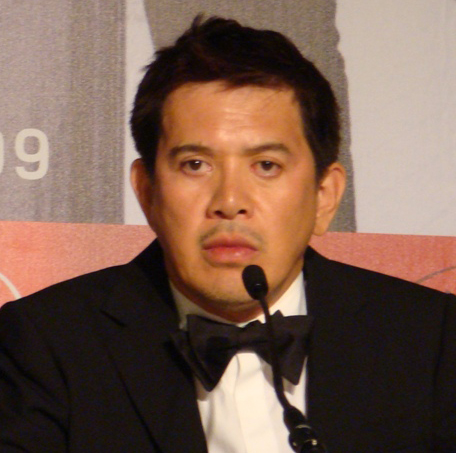
En la edición del 2009 del Festival de Cannes.

Brillante Mendoza (30 de julio de 1960) es un director de cine filipino natural de San Fernando, capital de la provincia de Pampanga. 

## Biografía
Estudió Publicidad en la Universidad de Santo Tomás de Manila. Comenzó su carrera en 2005 con el filme El masajista. Ganó un premio al mejor director por la película Kinatay (2009). Con Lola (2009), ganó el premio a la mejor película del Festival de Cine de Dubái. En 2012 estrenó Cautiva, un filme de 120 minutos que protagoniza Isabelle Huppert.

## Filmografía
- El masajista (2005)
- Kaleldo (2006)
- Manoro (2006)
- Pantasya (2007)
- Foster Child (2007)
- Tirador (2007)
- Serbis (2008)
- Kinatay (2009)
- Lola (2009)[2]
- Cautiva (2012)
- Thy Womb (2012)[3]
- Sapi (2013)
- Taklub (2015)
- Ma'Rosa (2016)

## Premios y reconocimientos
Festival Internacional de Cine de Cannes
| Año  | Categoría      | Película | Resultado |
| ---- | -------------- | -------- | --------- |
| 2009 | Mejor Director | Kinatay  | Ganador   |

Festival Internacional de Cine de Venecia
| Año  | Categoría                                    | Película | Resultado |
| ---- | -------------------------------------------- | -------- | --------- |
| 2012 | Premio La Navicella – Venezia Cinema         | Thy Womb | Ganador   |
| 2012 | Premio P. Nazareno Taddei - Mención especial | Thy Womb | Ganador   |

Festival Internacional de Cine de San Sebastián
| Año  | Categoría                  | Película                 | Resultado |
| ---- | -------------------------- | ------------------------ | --------- |
| 2018 | Premio especial del jurado | Alpha, The Right To Kill | Ganador   |